# Wolfgang Göddertz

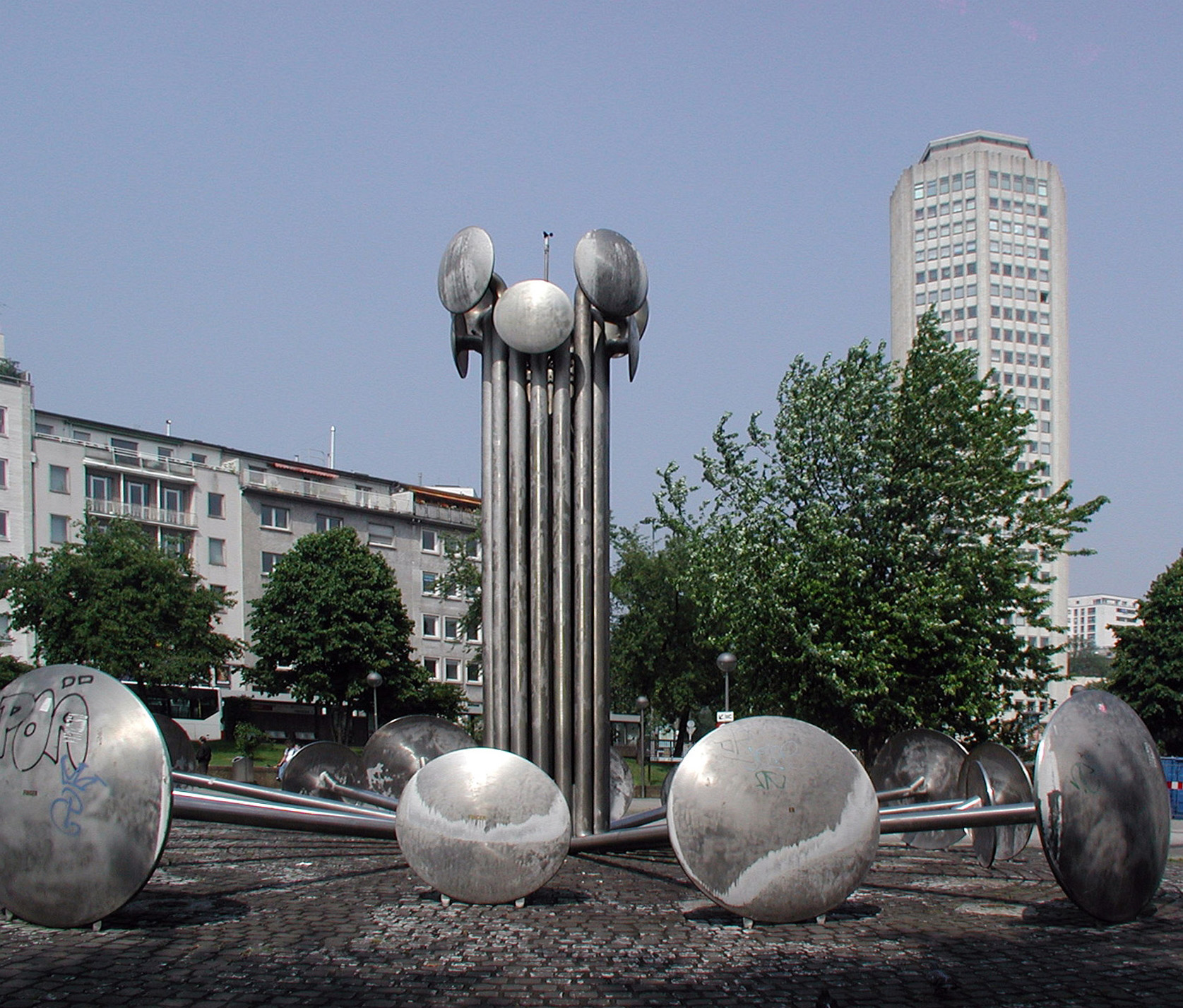
„Wasserkinetische Plastik“ auf dem Ebertplatz, Köln, im Juni 2008

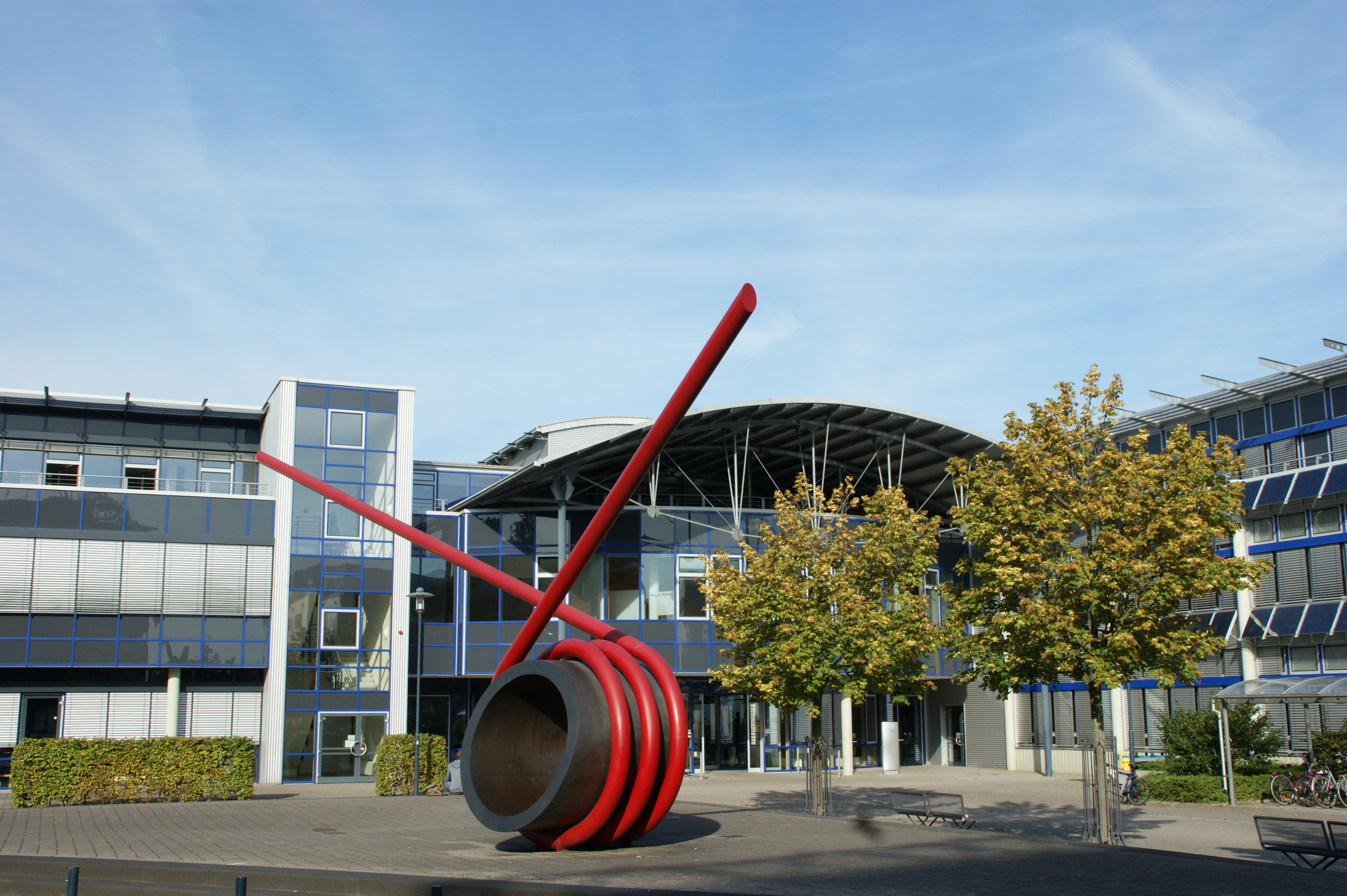
„Induktion“ vor der Hochschule Bonn-Rhein-Sieg, Sankt Augustin, im September 2011

Wolfgang Göddertz (* 16. August 1944 in Gustorf, heute zu Grevenbroich; † 12. Juli 2016 in Pulheim-Sinnersdorf) war ein deutscher Künstler. Der Metallbildhauer arbeitete vorzugsweise mit rostfreiem Edelstahl und Aluminium und entwarf zahlreiche Plastiken und Brunnen für den öffentlichen Raum. Er lebte in Sinnersdorf in der Nähe von Köln.

## Leben
Nachdem er 1961 bis 1963 eine Lehre als Kunstschmied bei Carl Wyland absolviert hatte, studierte er von 1963 bis 1966 Bildhauerei an den Kölner Werkschulen und der Kunstakademie Düsseldorf. Am 8. Februar 1963 nahm er an der Bonner Bühne für sinnliche Wahrnehmung – KONZIL mit der Ausstellung von „PLASTIKEN“ teil. 1964 erhielt er ein Stipendium der Stiftung für Begabtenförderung. 1979 hatte er einen Lehrauftrag in Kairo und am Goethe-Institut Alexandria (Ägypten). Seit 1979 bekam er viele öffentliche Aufträge für wasserkinetische Brunnenanlagen und Freiplastiken, Ankäufe von Arbeiten befinden sich in internationalen Sammlungen. 1980 war Göddertz Gast-Dozent an der Kunstakademie Kairo, 1985 Gast-Dozent an der Kunstakademie Medellin (Kolumbien). 
Seit 1963 hatte Wolfgang Göddertz zahlreiche nationale und internationale Ausstellungen, unter anderem in Köln, Bonn, Düsseldorf, in den Niederlanden, Frankreich, Österreich, Israel, Schweiz, Ägypten, Kolumbien und Italien.
Wolfgang Göddertz erhielt mehrere Kunstpreise.
Seine „Wasserkinetische Plastik“ auf dem Ebertplatz in Köln wurde 2011 vom Rheinischen Verein für Denkmalpflege und Landschaftsschutz (RVDL) zum Denkmal des Monats Juli gekürt.
Er starb am 12. Juli 2016 im Alter von 71 Jahren.

## Werkauswahl
- „Wasserkinetische Plastik“, 1970/1977, großer begehbarer Brunnen in Edelstahl; Ebertplatz, Köln
- Freiplastik „Raumverknotung“, Auswärtiges Amt, Bonn
- Zeitkinetik, Rathaus, Wesseling
- Skulptur in Edelstahl vor der „Baukunst-Galerie“, 1976 (2010 entfernt); Theodor-Heuss-Ring, Köln
- Freiplastik „Wasseraugen“  Tel Aviv, Israel
- Wasserkinetik, Eduardus Krankenhaus, Ulm
- „Durchdringung“, reliefartige Edelstahlplastik auf der Fassade, ca. 16 Meter hoch, 1972 (2015 entfernt); Breslauer Platz, Köln; seit 2015: Remigiusplatz, Viersen (vom Künstler für den neuen Standort gekürzt)[4][5]
- „Rheinwellen“, Großplastik, 1995, Wesseling
- „Windkinetik, Innere Kraft“, Metallplastik Edelstahl, 1999, Rehabilitationsklinik Hohenelse Rheinsberg
- Freiplastik „Raumverknotung“, Ministerium für Bundesangelegenheiten, Europa und Medien NRW, Düsseldorf[6]
- „Netzknoten“, vor der NetCologne-Zentrale; Köln-Ossendorf[7]
- Altarkreuz und Kapellengitter, in der Heilig Geist Kirche, 1987, Nümbrecht.
- Brunnen in Pulheim Sinnersdorf, das Wahrzeichen seines Heimatortes.

## Preise
- 1964 Stipendium der Stiftung für Begabtenförderung des Landes NRW
- 1968 Förderpreis der Stadt Köln
- 1969 Förderpreis des Bundesverbandes der Deutschen Industrie
- 1970 Rhein-Tiber-Preis / Rom
- 1990 Kunstpreis des Erftkreises
- 2019 Abt-Wolfhelm-Preis